# Tuberana cliva
Tuberana cliva är en insektsart som beskrevs av Delong och Freytag 1971. Tuberana cliva ingår i släktet Tuberana och familjen dvärgstritar. Inga underarter finns listade i Catalogue of Life.